# عبدی بیگ شیرازی
خواجه‌زین‌العابدین‌علی مشهور به عبدی بیک شیرازی و متخلص به نویدی و بعد به عبدی متوفی ۹۹۸ قمری (سده دهم هجری، شانزدهم میلادی) از شاعران، حکیمان، ادیبان و دبیران دولت صفوی است که بخش مفید زندگیش را در دوران طهماسب سپری کرده‌است. وی به خاطر تاریخ‌نویسی و شاعری مشهور شد.
عبدی بیگ از دبیران و شاعران دربار شاه طهماسب صفوی (۹۳۰ - ۹۴۸ ق) بود. اغلب تذکره‌نویسان مولد وی را شیراز نوشته‌اند، امّا صاحب تذکرهٔ «روز روشن» او را اصفهانی دانسته و نسبت شیرازی وی را به‌جهت کثرت اقامت او در آن شهر می‌داند.
عبدی بیگ در جوانی به فراگیری ادب و علم و سیاق و ترسل پرداخت و در این رشته‌ها به‌ویژه، سیاق و حساب به‌زودی نام‌آور و عهده‌دار منصب استیفاء شد.

## سبک شعر و اثرها
نویدی در سرودن مثنوی مهارت بسیار داشت و مثنوی‌های بسیاری پرداخته‌است. از جمله آثار وی «بوستان خیال» است که به تقلید از «بوستان» سعدی، به‌همان وزن و به‌نام شاه طهماسب نوشته شده‌است. از دیگر آثار وی بنا بر گفتهٔ سام میرزا، سه خمسه در جواب «خمسهٔ» نظامی است. خمسهٔ اول: «مظهر اسرار»، «جام جمشیدی»، «مجنون و لیلی»، «هفت اختر»، «آئین اسکندری». خمسهٔ دوم: «جوهر فرد»؛ «دفتر درد»، «فردوس‌العارفین»، «انوار تجلی»، «خزائن‌الملوک» یا «خزائن‌الملکوت». خمسهٔ سوم: «روضة الصفات»، «دوحة الازهار»، «جنة الاثمار»، «زینة الاوراق»، «صحیفة الاخلاص». دکتر صفا منظومهٔ «خزائن‌الملکوت» را جدا از «خزائن‌الملوک» دانسته و آن را مثنوی مذهبی متشکل از هفت بخش یا خزانه در برابر «حدیقةالحقیقة» سنائی به‌نام «سبعة عبدی» ذکر کرده‌است. سبعهٔ مذکور شامل: «صحیفة لاریب»، «لوح مسطور»، «بحر مسجور»، «منشور شاهی»، «مروج‌الاسواق»، «مهیج‌الاشواق»، «نهایة الاعجاز». عبدی بیگ کتابی در تاریخ عهد خود به‌نام «تکملة الخبار» نیز نوشته و آن را در ۹۷۸ ق به پایان رسانده‌است. کتاب «صریح‌الملک»، در شرح املاک و عمارت‌ها و بناهای بقعهٔ شیخ صفی‌الدین اردبیلی نیز از آثار او است.

## تاریخ نگاری
یکی از مهم‌ترین آثار او کتاب تاریخی تکملة الاخبار است که رخدادهای دنیای اسلام را تا سال ۹۷۸ نگاشته و از نظر متن شباهت زیادی با کتاب تاریخ جهان آرا قاضی احمد غفاری
کاشانی دارد؛ گرچه غفاری، بیشتر به بیان تواریخ و جزئیات پرداخته اما رنگ و بوی کتاب عبدی بیک بیشتر ادبی است.
آثار دیگر عبدی بیک، مجموعه‌ای از آثار منظوم است که هر کدام با نامی خاص، اختصاص به حوزه مشخصی دارد. از آنجا که عبدی بیک یک شاعر ِمورخ است، شعر را وسیله‌ای در
خدمت بیان تاریخ و جغرافیا قرار داده و در بسیاری از اشعارش، به وصف محلات و باغهای قزوین یا رخدادهای تاریخی نشسته‌است. بحث از ارزش تاریخی اشعار عبدی بیک
که ضمن آن‌ها به بسیاری از جنگها و نبردها و تحولات دیگر پرداخته باید در جای دیگری دنبال شود.
در عین حال، به دلیل علاقه اش به شعر عرفانی، به پیروی از نظامی و امیرخسرو دهلوی و دیگر شاعران حکیم، شعر عرفانی هم فراوان سروده و از داستانهای عارفانه و عاشقانه
برای بیان عقاید عرفانی خود بهره جسته‌است. سر جمع مجموعه اشعار او را ۵۴۹۴۷ بیت دانسته‌اند. بنگرید، 
وی بیشتر این اشعار را به درخواست شاه طهماسب یا برای وی سروده و در همه جا به نیکی از او یاد کرده و از انعامات او در حق خود یاد نموده‌است. بسیاری از مجموعه‌های شعری او را خاورشناسان شوروی سابق چاپ کرده‌اند. از آن جمله می‌توان به این آثار اشاره کرد: دوحة الازهار، مظهر الاسرار، جوهر فرد، آیین اسکندری، لیلی و مجنون، هفت اختر، جنة الاثمار، زینة الاوراق و صحیفة الاخلاص و...